# Mihaela Armășescu
Mihaela Armășescu (n. 3 septembrie 1963, Tomșani, România) este o canotoare română, dublu laureată cu argint la Los Angeles 1984 și Seul 1988.
A participat la patru Campionate Mondiale și la două ediții ale Jocurile Olimpice, la care a obținut opt medalii dintre care una de aur.